# 丝绸路街道
丝绸路街道，是中华人民共和国山東省淄博市周村区下辖的一个乡镇级行政单位。

## 行政区划
丝绸路街道下辖以下地区：
车站社区、市南社区、大世界社区、米河社区、胜利社区、建国社区、赵家社区、立家村和孟家堰村。